# Radětice

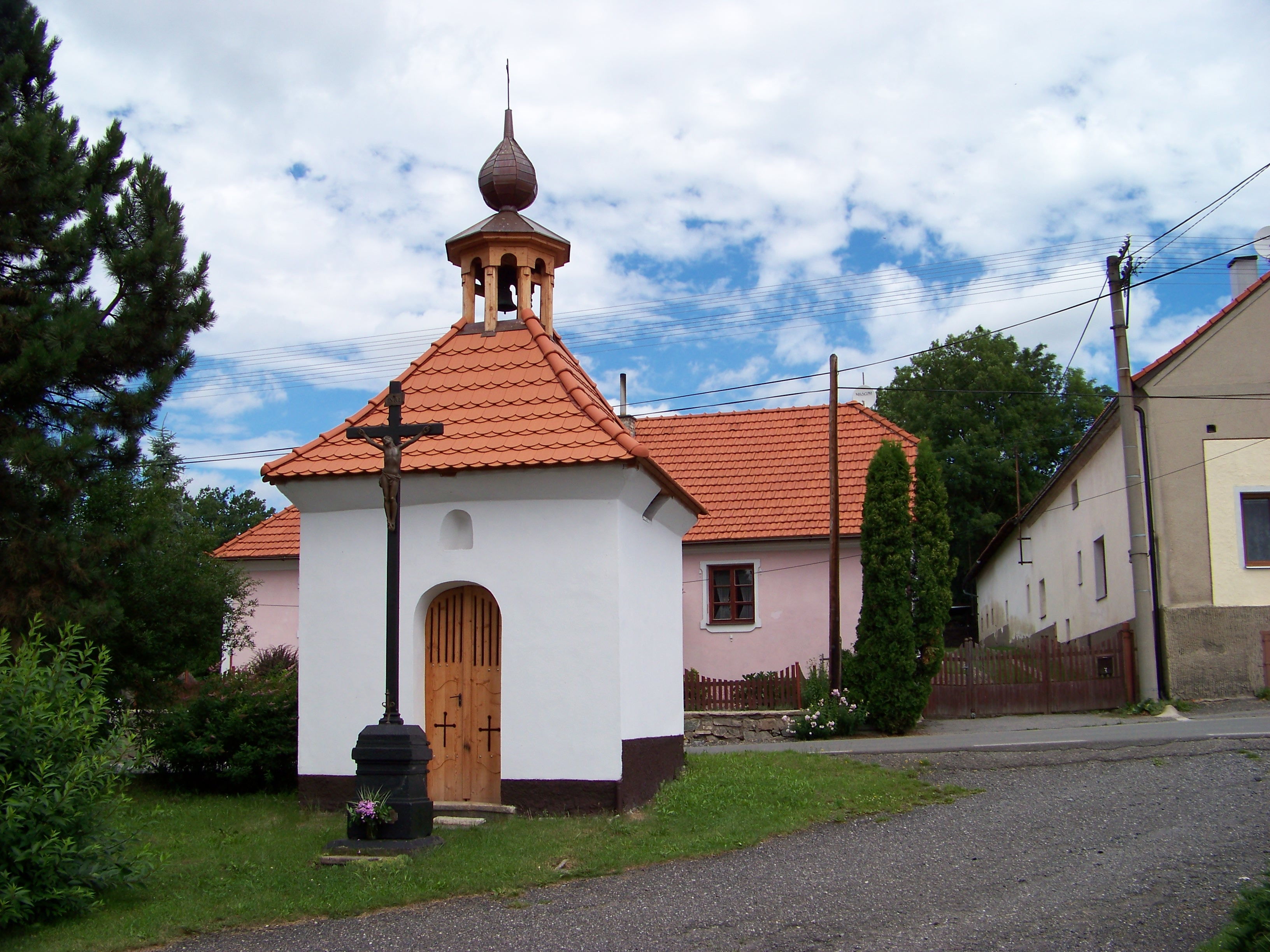
Kapelle in Radětice

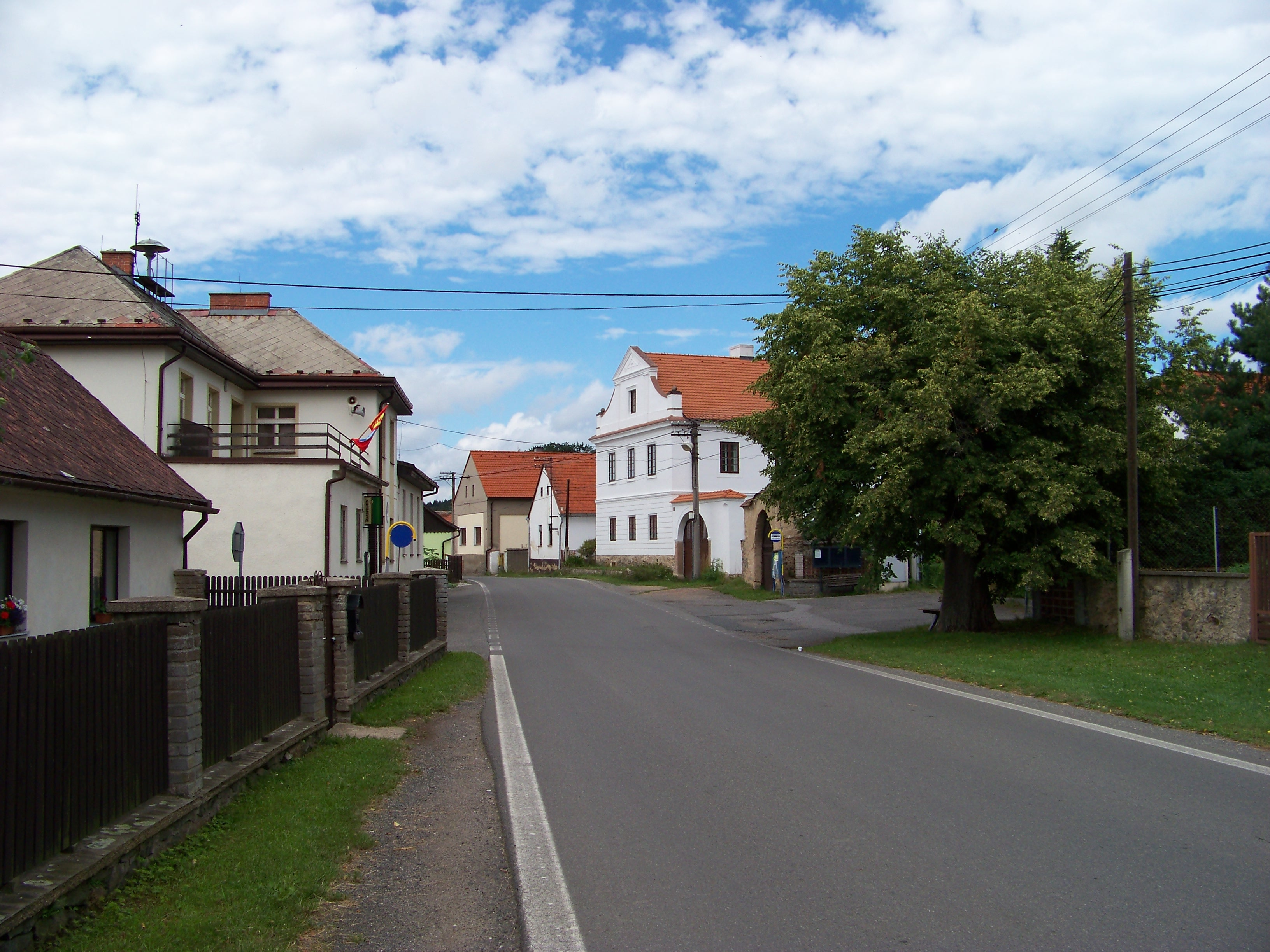
Ortszentrum von Radětice

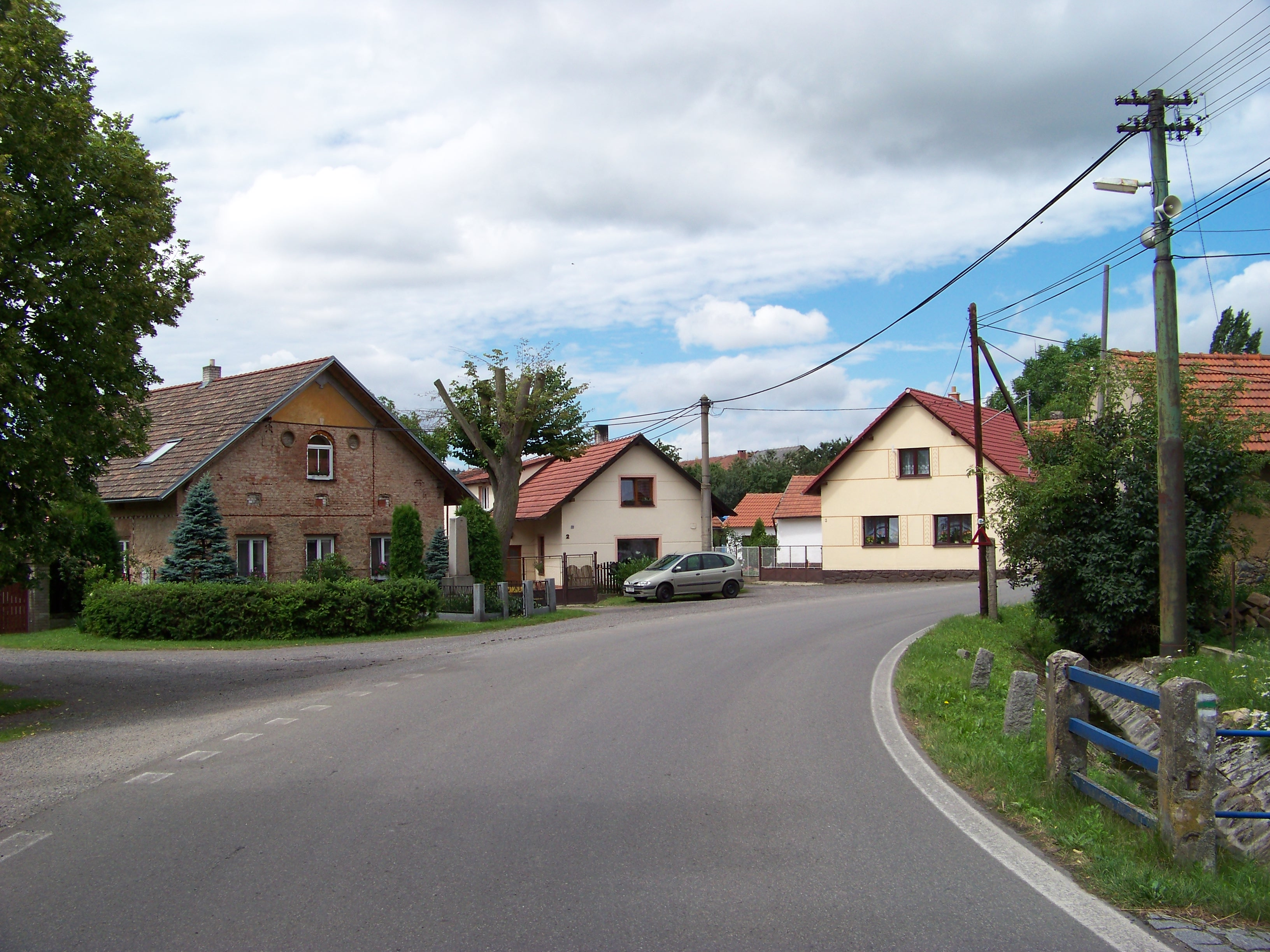
Gefallenendenkmal an der westlichen Ortseinfahrt in Radětice

Radětice (deutsch Radietitz, auch Radetitz) ist eine Gemeinde in Tschechien. Sie liegt acht Kilometer südöstlich des Stadtzentrums von Příbram und gehört zum Okres Příbram.

## Geographie
Radětice befindet sich auf einer Anhöhe zwischen den Tälern der Bäche Líšnický potok, Radětický potok und Stěžovský potok in der Dobříšská pahorkatina (Dobrischer Hügelland). Am südlichen Ortsrand entspringt der Stržený potok, östlich des Dorfes der Sylinský potok. Südlich des Dorfes werden der Líšnický potok und sein Zufluss Stržený potok im Teich Stržený rybník gestaut. Nördlich erheben sich die Číčová (576 m n. m.) und die Bohatá (551 m n. m.), im Nordosten der Na Sylince (526 m n. m.), östlich die Sobotiny (517 m n. m.), im Südosten die Sylina (548 m n. m.), westlich der Babylón (547 m n. m.) sowie im Nordwesten der Ve Vrchu (595 m n. m.). Östlich von Radětice liegt die stillgelegte Bergwerksanlage Šachta Radětice.
Nachbarorte sind Bytíz, V Toku und Dubenec im Norden, Na Pelechu und Stěžov im Nordosten, Podstěžovský Mlýn und Dalskabáty im Osten, Parník, Hamr, Drsník und Pečičky im Südosten, U Štáfů, Luh, Stržený Mlýn, U Podhribského, Mýšlovice und Rtišovice im Süden, Kotalík, Na Bolině und Kojetín im Südwesten, Milín, U Hadačů und Slivice im Westen sowie Konětopy, Buk und Palivo im Nordwesten.

## Geschichte
Archäologische Funde belegen eine frühzeitliche Besiedlung des Gemeindegebietes. Am Hügel Stráž wurde ein 7,5 Kilo schwerer Bronzeschatz aufgefunden. An der Ostseite der Sylina befand sich eine slawische Begräbnisstätte aus dem 9. Jahrhundert.
Radětice wurde wahrscheinlich im 13. Jahrhundert als Rundling angelegt. Die erste schriftliche Erwähnung des zur Herrschaft Dobřisch gehörigen Dorfes erfolgte im Jahre 1298. 1336 erteilte König Johann von Luxemburg dem königlichen Vasallen Ubizlaus de Neresticz das Privileg zum Goldseifen in der Skalice bei Stěžov, Radětice und Palivo. Zwischen Radětice und Palivo befanden sich Eisenerzbergwerke. Ab 1596 wurde bei Luh eine Schmelzhütte betrieben. Im Jahre 1611 verpfändete Kaiser Rudolf II. die Herrschaft Dobřisch an Anna von Fürstenberg, geborene Lobkowicz. Am 14. Juni 1630 verkaufte die Böhmische Kammer die Herrschaft Dobřisch mit dem angeschlossenen Gut Heiligfeld mit Ausschluss der Jagd auf Rot- und Schwarzwild erblich an den Oberstjäger der Königreiches Böhmen, Bruno von Mansfeld und Heldrungen.  Nachfolgender Besitzer war ab 1644 Franz Maximilian von Mansfeld. Ihn beerbte 1692 sein Sohn Karl Franz Anton von Mansfeld und ab 1717 dessen Sohn Heinrich. Bis 1714 gehörte das Dorf zum Podbrder Kreis, danach wurde es Teil des Berauner Kreises. Nach dem Tode des Heinrich von Mansfeld fiel dessen Erbe 1780 seinem Sohn Joseph Wenzel zu, der sechs Wochen später ohne Nachkommen verstarb. Damit erlosch das Geschlecht im Mannesstamme, die Herrschaft Dobřisch erbte Joseph Wenzels Schwester Maria Isabella. Es erfolgte die Namens- und Wappenvereinigung mit der Familie ihres Ehemannes Franz de Paula Gundaker von Colloredo-Waldsee-Mels zum Geschlecht Colloredo-Mannsfeld. Nach Maria Isabellas Tod im Jahre 1794 erbte ihr Sohn Rudolph Joseph II. die Güter. Nach dem Tode des kinderlosen Rudolf Joseph II. von Colloredo-Mannsfeld fiel die Herrschaft 1844 dessen Neffen Franz de Paula Gundaccar II. von Colloredo-Mannsfeld zu. Als die Bevölkerung zunahm, wurde der Dorfplatz mit vier Anwesen und einem Armenhaus bebaut.
Im Jahre 1846 bestand das Dorf Radietitz bzw. Radětice aus 43 Häusern mit 286 Einwohnern. Im Ort befand sich der Karlsteiner Lehnhof Braunsky, der vom Miliner Amt verwaltet wurde. Pfarrort war Sliwitz (Slivice). Bis zur Mitte des 19. Jahrhunderts blieb Radietitz der Herrschaft Dobřisch untertänig.
Nach der Aufhebung der Patrimonialherrschaften bildete Radětice/Radietitz ab 1850 einen Ortsteil der Gemeinde Stěžov im Gerichtsbezirk Příbram. Ab 1868 gehörte das Dorf zum Bezirk Příbram. Im Jahre 1869 hatte Radětice 334 Einwohner. Radětice löste sich in den 1870er Jahren von Stěžov los und bildete mit den Ortsteilen Drsník eine eigene Gemeinde. Der Lehnhof (Haus Nr. 1) wurde später in kleine Anwesen aufgeteilt. Im Jahre 1920 wurde Drsník eigenständig. 1927 erfolgte auf den Feldern zwischen Radětice und Palivo ein Tagebruch, der mit 140 Fuhren Erdreich zugeschüttet wurde. 1930 lebten in Radětice 238 Personen, 1950 waren es nur noch 172. Palivo wurde 1953 eingemeindet. Zwischen 1953 und 1955 erfolgten archäologische Untersuchungen der Begräbnisstätte an der Sylina; wegen ihrer europäischen Bedeutung wurde das Gelände zum archäologischen Denkmal erklärt, später wurde das Denkmal im Interesse der Armee wieder aufgehoben, da dort eine Schachtanlage der Příbramer Urangruben (Uranové doly Příbram) abgeteuft wurde. Im Jahre 1970 hatte Radětice 173 Einwohner, zehn Jahre später waren es 138. Zum 1. Jänner 1976 wurde Stěžov eingemeindet. Zu Beginn des Jahres 1980 erfolgte die Eingemeindung nach Milín. Seit dem 24. November 1990 besteht die Gemeinde Radětice wieder. Im Juli 2006 kam es am Ortsrand von Palivo zu einem Tagebruch von neun Metern Tiefe und einem Durchmesser von fünf Metern, der vom Bergamt Kladno verwahrt wurde. 2006 lebten 146 Personen in Radětice. Die Tageanlagen des stillgelegten Bergwerks Šachta Radětice werden gewerblich genutzt.

## Gemeindegliederung
Die Gemeinde Radětice besteht aus den Ortsteilen Palivo (Paliwo) und Radětice (Radetietitz).

## Sehenswürdigkeiten
- Kapelle in Radětice
- Bildstock in Palivo
- Mehrere denkmalgeschützte Gehöfte in Radětice und Palivo